# Fort Liberty
Fort Bragg, Voorheen Fort Liberty (en daarvoor weer Fort Bragg) is een plaats (census-designated place) in de Amerikaanse staat North Carolina, en valt bestuurlijk gezien onder Cumberland County.

## Demografie
Bij de volkstelling in 2000 werd het aantal inwoners vastgesteld op 29.183.

## Geografie
Volgens het United States Census Bureau beslaat de plaats een oppervlakte van
49,3 km², waarvan 49,1 km² land en 0,2 km² water.

## Militaire basis
In Fort Bragg, North Carolina, is een militair complex van het Amerikaanse leger gehuisvest. Het is een van de grootste militaire basissen ter wereld, met ongeveer 57.000 militairen. De basis strekt zich uit over de county's Cumberland, Hoke, Harnett en Moore en grenst aan de nederzettingen van Fayetteville, Spring Lake en Southern Pines.
Fort Bragg is een van de tien basissen van het Amerikaanse leger die genoemd zijn naar officieren die in de Amerikaanse Burgeroorlog militaire eenheden van de Confederatie hebben geleid. In 2023 werd de naam onder politieke druk veranderd naar Fort Liberty, sinds 11 februari 2025 is de naam Fort Bragg echter weer in ere hersteld.
Het militair complex van Fort Bragg beslaat meer dan 650 km². Het is de thuisbasis van het XVIII Airborne Corps van het leger en is het hoofdkwartier van het United States Army Special Operations Command, dat toezicht houdt op het U.S. Army 1st Special Forces Command (Airborne) en het 75th Ranger Regiment. Het is ook de thuisbasis van het U.S. Army Forces Command, U.S. Army Reserve Command en het Womack Army Medical Center. Fort Bragg onderhoudt twee vliegvelden: Pope Field, waar de United States Air Force global airlift en special operations zijn gestationeerd, inclusief de Air Force Combat Control Teams, en het hoofdkwartier van het Joint Special Operations Command is gevestigd en Simmons Army Airfield, waar Army aviation units de behoeften van de airborne en special operations forces op post ondersteunen.

## Plaatsen in de nabije omgeving
De onderstaande figuur toont nabijgelegen plaatsen in een straal van 20 km rond Fort Bragg.

## Geboren in Fort Bragg
- Michael Blake, schrijver
- Christian LeBlanc, acteur
- Judith Scott, actrice